# Hieronim Lu Tingmei

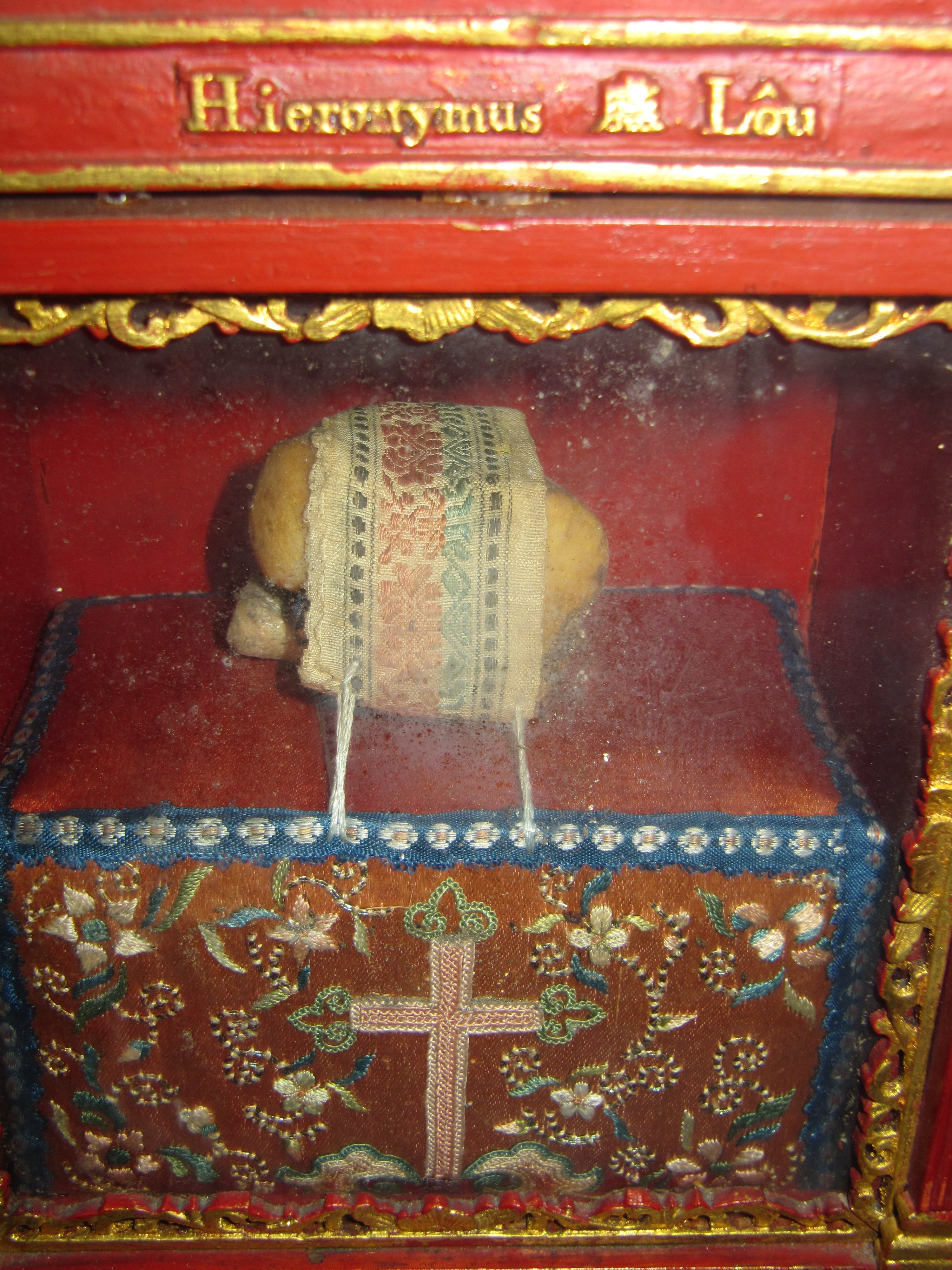
Relikwie św. Hieronima Lu Tingmei. Muzeum «Dom Pauliny Jaricot», Lyon, Francja

Św. Hieronim Lu Tingmei (chiń. 盧廷美業樂) (ur. 1811 r. w powiecie Langdai, Kuejczou, w Chinach – zm. 28 stycznia 1858 r. w Maokou, prowincja Kuejczou) – święty Kościoła katolickiego, katechista, męczennik.

## Życiorys
Pochodził z dobrze sytuowanej rodziny, jego ojciec był nauczycielem. Lu Tingmei był najstarszym z czwórki rodzeństwa. Gdy jego ojciec zaprzestał pracy, Lu Tingmei przejął jego wszystkie nauczycielskie obowiązki. Cieszył się dużym szacunkiem. Po pewnym czasie ożenił się i miał dwóch synów i córkę. Pod wpływem lektury katolickiej książki pożyczonej od Pawła Yang nawrócił się. Został ochrzczony imieniem Hieronim w 1853 r. Razem z Wawrzyńcem Wang Bing przeniósł się do Maokou w prowincji Kuejczou. Próbowali tam zbudować miejsce do nauczania wiary katolickiej. Postąpili jednak wbrew zwyczajowej praktyce i nie przekupili miejscowych urzędników, w wyniku czego znaleźli się na ich „czarnej liście”. 13 grudnia 1857 r. zostali aresztowani podczas wieczornej modlitwy. Bez rozprawy zostali skazani na śmierć razem z Agatą Lin Zhao przez mandaryna Maokou. Następnego dnia zostali ścięci. W nocy kilku przyjaciół przyszło i zabrało ich ciała, żeby je pochować.

## Dzień wspomnienia
9 lipca w grupie 120 męczenników chińskich.

## Proces beatyfikacyjny i kanonizacyjny
Razem z Wawrzyńcem Wang Bing i Agatą Lin Zhao należy do męczenników z Maokou. Zostali oni beatyfikowani 2 maja 1909 r. przez Piusa X. Kanonizowani w grupie 120 męczenników chińskich 1 października 2000 r. przez Jana Pawła II.